# Walerian Bugel
Walerian Bugel (26. července 1968, Košice – 28. dubna 2020, Třinec) byl český římskokatolický duchovní, biritualista, teolog a vysokoškolský učitel.
Roku 1993 přijal kněžské svěcení. Působil jako duchovní v několika farnostech Ostravsko-opavské diecéze. Vyučoval teologii v Prešově, Olomouci a Hradci Králové. Jeho otec Oswald byl rovněž římskokatolickým knězem.